# NGC 3209
NGC 3209 est une galaxie elliptique située dans la constellation du Lion. NGC 3209 a été découverte par l'astronome britannique John Herschel en 1827.

## Caractéristiques
Sa vitesse par rapport au fond diffus cosmologique est de 6 427 ± 26 km/s, ce qui correspond à une distance de Hubble de 94,8 ± 6,7 Mpc (∼309 millions d'al).
NGC 3209 présente un noyau passif.

## Paire de galaxies

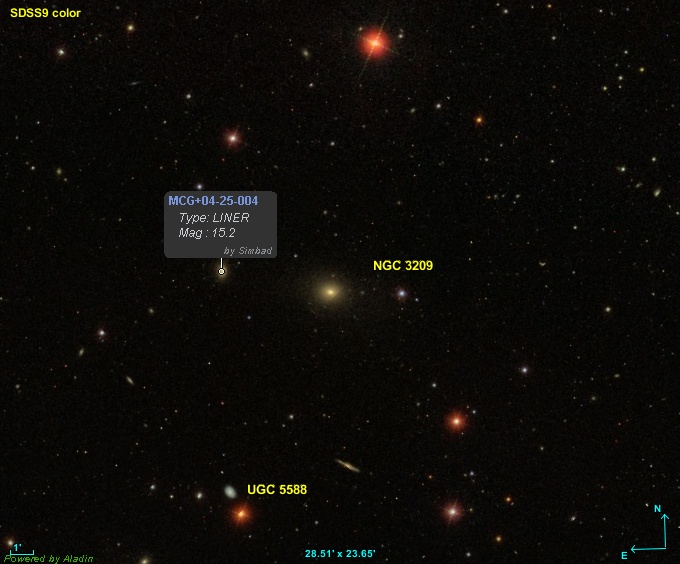
MCG 4-25-4 forme probablement un couple avec NGC 3209.

MCG 4-25-4 est rapproché sur la sphère céleste de NGC 3209 et sa distance de Hubble est égale à 96,4 ± 6,8 Mpc (∼314 millions d'al). Ces deux galaxies forment peut-être un couple physique de galaxie, mais cela n'est pas mentionné explicitement par les sources consultées. La base de données NASA/IPAC indique sur la base d'une publication de Peterson datant de 1979 que NGC 3209 fait partie d'une paire de galaxies sans indentifier l'autre membre de la paire. Cependant, NGC 3209 n'apparaît pas dans cette publication.